# Saint-Genest-d'Ambière

Saint-Genest-d'Ambière este o comună în departamentul Vienne, Franța. În 2009 avea o populație de 1,235 de locuitori.